# حارس المياه
تعني مراقبة المياه أو حارس الماء، وهي خدمة إنقاذ ألمانية.  وهي واحدة من الجمعيات التطوعية الخمس للصليب الأحمر الألماني وتعتبر منظمة غير ربحية تتكون من متطوعين.

## المهام
*المهمة الرئيسية لحارس المياه هي منع الغرق.  تشمل أنشطة حارس المياه العديد من المجالات، بما في ذلك:

### 1) السباحة
تتمثل مهمة حارس المياه في تدريب غير العارضين واستمرار تعليم السباحة بين السكان.  يتم منح الشارات بناءً على مستوى التعليم، وتبدأ بـ «فرس البحر» (الشهادة المبكرة) حتى شارة السباحة الألمانية الذهبية.

### 2)السباحة الإنقاذ (حراس الإنقاذ )
المستخدمة من قبل منقذينATV
هذه المجموعة مسؤولة عن:
أ) تعليم وتدريب رجال الإنقاذ، عمال الإنقاذ في المياه السريعة والسباحين الإنقاذ.  تتعاون مع الحماية المدنية الألمانية وخدمات الإطفاء الألمانية، خاصة فيما يتعلق بالفيضانات.
ب) تعليم السباحة والسباحة الإنقاذية (شارة السباحة الإنقاذ الألمانية) والإسعافات الأولية للسكان وخاصة الشباب في المدارس والاتحادات.
ج) تنظيم المسابقات في إنقاذ الحياة.

### 3)تحرير القوارب (زورق آلي)
(سفينة حارس المياه  على بحيرة كونستانس)
- يوفر من خلالها حارس المياه خدمات منقذة للحياة في معظم البحيرات في ألمانيا وكذلك على ساحلها.  لذلك، فإنها تتطلب نقلًا سريعًا وقويًا في حالة الطوارئ. وأيضاً حارس المياه  يشرف على سباقات القوارب والاجتماعات الشراعية.

### 4)الغوص للإنقاذ
- هناك حاجة إلى غواصين الإنقاذ من أجل إنقاذ البضائع والمركبات والقمامة والجثث وعادة ما يستغرق تعليم غواص الإنقاذ من عام إلى عامين. وايضا مطلوب من  كل غواص إنقاذ نشط من حراس المياه الخضوع لفحص طبي سنويًا.

### 5) حماية البيئة
- مهمة حارس المياه هنا هي المساعدة في الحفاظ على الطبيعة والمجاري المائية نظيفة.ومن أجل إنجاز هذه المهام، يقوم حارس المياه بتعليم الأشخاص المهتمين بقدرات فنية مؤهلة من الأقسام الأخرى للصليب الأحمر الألماني.

## التاريخ
تعتبر مدينة ريغنسبورغ البافارية مسقط رأس خدمة الإنقاذ للصليب الأحمر الألماني.  في عام 1883 ، خلال الفيضانات، تم استخدام مساعدات الصليب الأحمر الألماني لأول مرة.  في السنوات التالية، وتطورت  محطات الإنقاذ الطبي والمائي على طول الساحل والمياه الداخلية.
بعد الحرب العالمية الثانية، تم حظر حارس المياه، كمنظمة حكومية، من قبل الإدارة العسكرية المتحالفة.  لكن الصليب الأحمر البافاري، المنظمة الإقليمية البافارية للصليب الأحمر الألماني، حصل على إذن لاستئناف عمله.  اتبعت منظمات إقليمية أخرى مثال بافاريا وأعادت خدمات إنقاذ حياتها.

## وحدات الاستجابة للطوارئ
لتنفيذ خدمات الطوارئ على المياه، يوجد (وحدات الاستجابة للطوارئ). عادة ما تكون المجموعات مجهزة بآلات إنقاذ خاصة وخدمات الطوارئ.